# Torre CorpBanca
La Torre CorpBanca es un rascacielos ubicado en la ciudad de Caracas; con 124 metros y 20 plantas; se localiza entre las calles Mohedano y Blandin en la urbanización la Castellana del municipio Chacao. También se le conoce como "Torre la Castellana". 

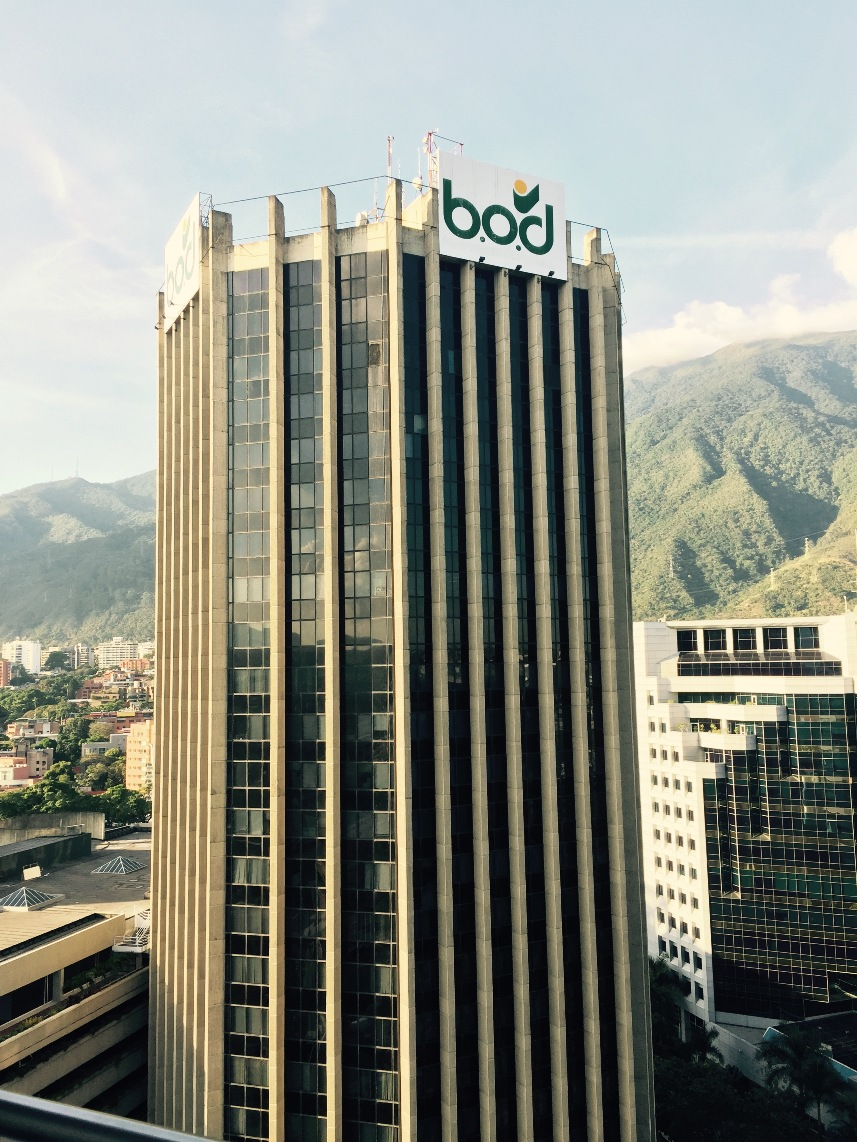

Fue sede del Banco Occidental de Descuento, aunque en el pasado había sido sede del Banco Consolidado y CorpBanca, actualmente su propietario es el banco nacional de crédito. en su base se extiende el Corp Group Cultural Center, donde se despliegan 3500 metros cuadrados de superficie repartidos en varios niveles que ofrecen salas de exposición, una sala de conciertos, un auditorio, una tienda de arte, espacios de arte PH, además del estacionamiento de la propia torre.
Fue finalizada en el año 1982, con los mayores standares existentes a la fecha en cuanto a resistencia antisísmica.

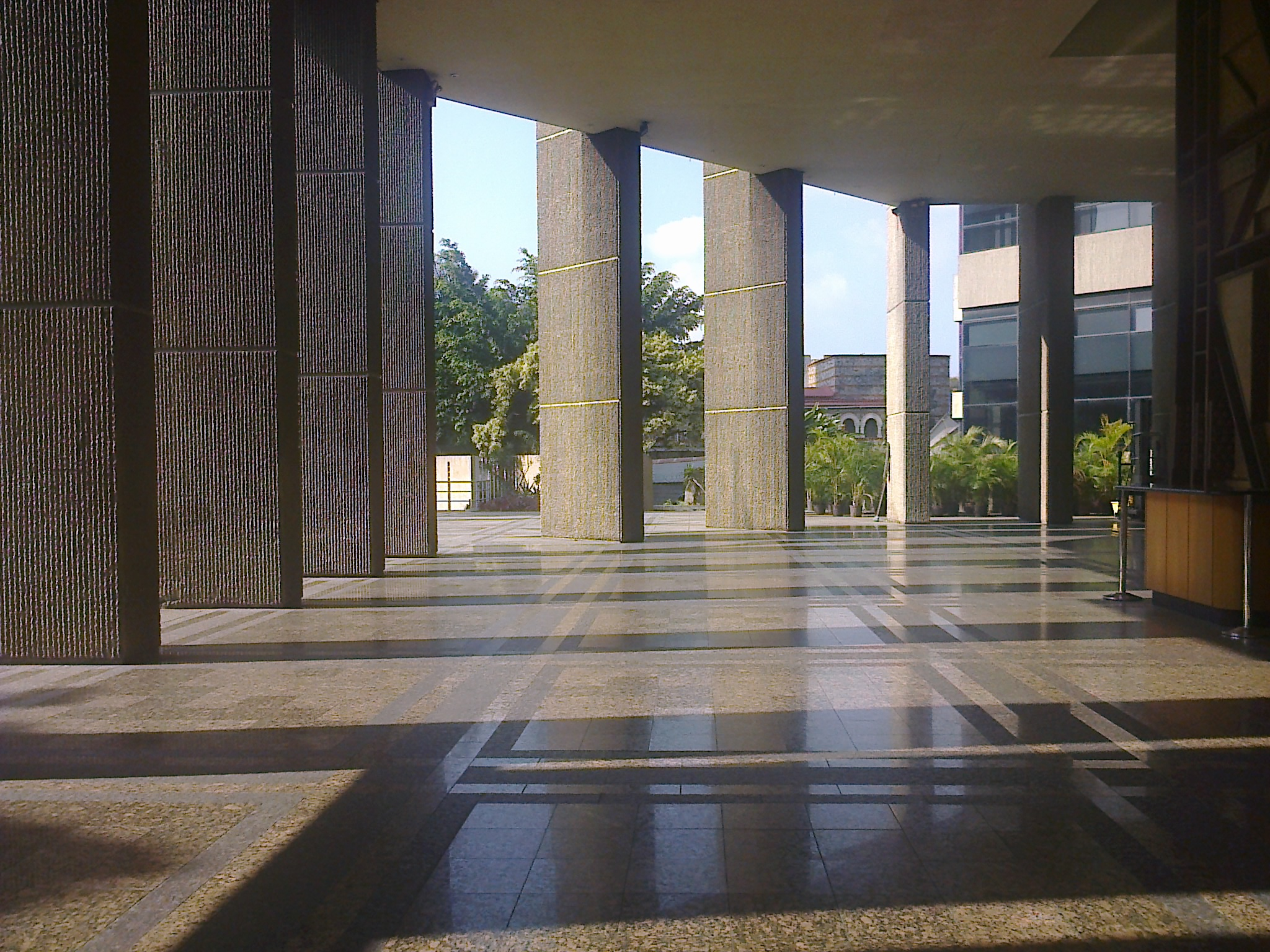
Centro cultural

- Datos: Q5172352
- Multimedia: Torre BOD (Corp Banca) / Q5172352